# Llau dels Bancals
La llau dels Bancals és una llau del terme municipal de Conca de Dalt, al Pallars Jussà, a l'antic terme d'Hortoneda de la Conca, a l'àmbit de l'antic poble d'Herba-savina.
Està situada a prop i a ponent d'Herba-savina. Es forma per transformació de la llau del Jonquer a ponent del Serrat del Joquer i a llevant del Tros de Narriu de Tarrufa, i després torç cap a migdia, ja que el Serrat de les Serretes fa que la llau torci cap a ponent. A l'extrem de ponent del darrers dels serrats esmentats s'aboca en el riu de Carreu.